# Douglas (Arizona)
Douglas é uma cidade localizada no estado norte-americano do Arizona, no condado de Cochise. Foi incorporada em 1905. Situa-se junto à fronteira Estados Unidos-México, frente à localidade de Agua Prieta no estado de Sonora.

## Geografia
De acordo com o United States Census Bureau, a cidade tem uma área de 25,8 km², onde todos os 25,8 km² estão cobertos por terra.

### Localidades na vizinhança
O diagrama seguinte representa as localidades num raio de 72 km ao redor de Douglas. 

## Demografia
Segundo o censo nacional de 2010, a sua população é de 17 378 habitantes e sua densidade populacional é de 672,3 hab/km². Possui 5 652 residências, que resulta em uma densidade de 218,7 residências/km².